# Bayan-Ölgiy
Bayan-Ölgiy (Баян-Өлгий, em mongol) é uma província da Mongólia. Sua capital é Ölgiy.